# Віпче (струмок)
Віпче, Віпча — струмок  в Україні, у  Верховинському районі Івано-Франківської області, лівий доплив  Чорного Черемоша (басейн Дунаю).

## Опис
Довжина струмка приблизно  3,5 км. Формується з багатьох безіменних струмків. 

## Розташування
Бере  початок на південних схилах гори Біла Кобила. Тече переважно на південь через село Віпче і у  Верховині впадає і річку Чорний Черемош, ліву притоку Черемоша.